# Azur Korlatović
Azur Korlatović, né le 1er février 1971, à Tuzla, en république fédérative socialiste de Yougoslavie, est un ancien joueur de basket-ball bosnien. Il évolue durant sa carrière au poste d'ailier.

## Palmarès
- Coupe de Bosnie-Herzégovine 1995, 1996, 1997, 1999, 2001